# Ministerstwo Rolnictwa, Leśnictwa i Gospodarki Żywnościowej
Ministerstwo Rolnictwa, Leśnictwa i Gospodarki Żywnościowej – urząd ministra, naczelny organ administracji państwowej, członek Rady Ministrów powołany do kierowania działem rolnictwa, gospodarki leśnej i przemysłu spożywczego.

## Powstanie urzędu
Ustawą z 1985 r. o zmianach w organizacji oraz zakresie działania niektórych naczelnych i centralnych organów administracji państwowej utworzono urząd Ministra Rolnictwa, Leśnictwa i Gospodarki Żywnościowej.
Do zakresu działania Ministra Rolnictwa, Leśnictwa i Gospodarki Żywnościowej należały sprawy objęte dotychczasowym zakresem działania Ministra Rolnictwa i Gospodarki Żywnościowej oraz Ministra Leśnictwa i Przemysłu Drzewnego, w tym:
- produkcji rolniczej, nasiennictwa i hodowli;
- ochrony roślin i zwierząt;
- gospodarki gruntami rolnymi i ich ochrony;
- gospodarki leśnej i ochrony lasów;
- przetwórstwa rolno-spożywczego;
- przerobu drzewa i innych płodów leśnych;
- skupu produktów rolnych i leśnych;
- melioracji oraz zaopatrzenia wsi i rolnictwa w wodę;
- mechanizacji rolnictwa oraz produkcji specjalistycznych maszyn i urządzeń na potrzeby rolnictwa, leśnictwa i przemysłu spożywczego;
- wykonawstwa geodezyjnego dla rolnictwa i leśnictwa;
- gospodarki łowieckiej.

Rada Ministrów określiła tryb i terminy przejęcia spraw przez nowo powołany urząd Ministra Rolnictwa, Leśnictwa i Gospodarki Żywnościowej.

## Ustanowienie urzędu Ministra Rolnictwa i Gospodarki Żywnościowej
Na podstawie ustawy z 1989 r. o utworzenie urzędu Ministra Rolnictwa i Gospodarki Żywnościowej przywrócono nazwę urzędu Ministra Rolnictwa i Gospodarki Żywnościowej.